# عبد الصمد (داعية إندونيسي)
الأستاذ عبد الصمد باتوبارا، Datuk Seri Ulama Setia Negara  أو المعروف باسم الأستاذ عبد الصمد (ولد في شيلوه القديمة، أساهان، شمال سومطرة، 18 مايو 1977)  هو داعية وعالم إندونيسي مسلم يستعرض في كثير من الأحيان أنواعًا مختلفة من القضايا الدينية، وخاصة دراسة علوم الحديث والفقه. بالإضافة إلى ذلك، ناقش أيضًا الكثير عن القومية ومختلف المشكلات الحالية التي أصبحت نقاشًا ساخنًا بين الناس. يعرف اسمه للجمهور بسبب معرفته وبراءته في تقديم تفسيرات في بث الدعوة للبث عبر قناة يوتيوب. يعمل الأستاذ عبد الصمد حاليًا كمحاضر في جامعة السلطان شريف قاسم الإسلامية الحكومية (جامعة سوسكا) في رياو.
دراساته الحادة والمقنعة تجعل الكثير من الناس يحبون عمله. مراجعاته الذكية الواضحة، إلى جانب الخبرة المكتسبة في تأليف كلمات تعبر عن خطابًا لالدعوة، مما جعل محاضرات الأستاذ عبد الصمد سهلة الهضم ويسهل فهمها من جميع الناس. استعرضت العديد من محاضرات الأستاذ عبد الصمد أنواعًا مختلفة من القضايا الدينية. وليس هذا فقط، ناقشت محاضرات الأستاذ عبد الصمد الكثير حول القضايا الحالية والقومية والعديد من المشكلات التي نوقشت بحرارة في المجتمع.

## خلفية
يذكر أنه سليل للعائلة العريقة لعالم الدين من أساهان وهو الشيخ عبد الرحمن والمعروف باسم سيد البحر المجيد الأول. منذ المدرسة الابتدائية، وقال انه تلقى تعليمه حتى المرحلة على أساس تحفيظ القرآن. تخرج من مدرسة الوصلية الابتدائية في ميدان في عام 1990، واصل تعليمه في مدرسة الثانوية معلم الدين الوصلية. بعد تخرجه في عام 1993، واصل تعليمه في مدرسة دارولافاه ديليريسدانج الإسلامية الداخلية في شمال سومطرة لمدة عام. ثم في عام 1994، انتقل إلى رياو لمواصلة تعليمه في مدرسة عليا نور الفلاح، اير مولك، إندراغيري هولو وأكملها في عام 1996. السنوات التالية بين 1996-1998 كان قد درس في جامعة السلطان شريف قاسم الإسلامية الحكومية برياو.
في عام 1998، عندما فتحت الحكومة المصرية منحة دراسية لـ 100 إندونيسي يدرسون في جامعة الأزهر، أجرى اختبارًا أيضًا وكان أحد 100 شخص يحق لهم الحصول على منح دراسية، حيث تفوق على 900 آخرين ممن خضعوا للاختبار للحصول على المنحة. ثم اختار أخيرًا مواصلة تعليمه في جامعة الأزهر في القاهرة وتمكن من الحصول على درجة البكالوريوس في ثلاث سنوات وعشرة أشهر في منتصف عام 2002. بعد ذلك واصل برنامج التعليم S2 في جامعة ماليزيا الوطنية، ولكن لم يكن لديه سوى الوقت للدراسة لفصلين دراسيين.
ثم في عام 2004، من خلال AMCI (بالفرنسية: Agence Marocaine de Coopération Internationale)‏ وهو ما يعني «وكالة التعاون الدولي المغربية» من المملكة المغربية التي قدمت في ذلك الوقت منحًا دراسية لتعليم من S2 إلى S3 في مؤسسة دار الحديث الحسنية، تم اختياره ليتم تضمينه في الحصص لقبول الأجانب من خلال قنوات المنح الدراسية. ثم واصل درجة الماجستير في معهد الحسنية الرباط دار الحديث، والذي يستقبل سنويًا 20 طالبًا مع تفاصيل عن 15 مغربًا وخمسة أجانب. اكتمال برنامج الماجستير في سنة واحدة و 11 شهرا ويحصل على شهادة DESA (بالفرنسية: Diplôme d’Etudes Supérieurs Approfondies)‏ وهو ما يعني «دبلوم الدراسات المتقدمة» في نهاية عام 2006.

## تعليم
قام الأستاذ عبد الصمد بتعليمه الأخير في هذا الوقت حتى مستوى الماجستير في مجال الحديث، على التوالي، يمكن كتابة تعليمه على النحو التالي:
- تخرج من المدرسة الوصلية الابتدائية، ميدان، عام 1990
- تخرج من مدرسة الثاناوية معلمين الوصلية، ميدان، عام 1993
- تخرج من مدرسة عليا نور الفلاح، اير مولك، إن-هو، عام 1996
- S1 الأزهر، مصر، 2002
- S2 دار الحديث الحسنية، المملكة المغربية، 2006

## تاريخ الخدمة
بعد تخرجه من المغرب، كرس الأستاذ عبد الصمد نفسه بنشاط لمختلف المؤسسات على النحو التالي:
- محاضر في اللغة العربية في مركز اللغات بجامعة السلطان شريف قاسم الإسلامية رياو
- محاضر للترجمة الشفوية والحديث في كلية أصول الدين بجامعة السلطان شريف قاسم الإسلامية رياو
- محاضر إسلامي في كلية الأزهر الإسلامية، مؤسسة بيكانبارو الجديدة
- عضو مجلس العلماء الاندونيسيين بمقاطعة رياو، لجنة الدراسة والتنظيم للفترة 2009-2014
- عضو مجلس وكالة عامل الزكاة الوطنية بمحافظة رياو، لجنة التنمية، الفترة 2009-2014
- سكرتير معهد بهتسول مسائيل في نهضة العلماء في مقاطعة رياو، الفترة 2009-2014

## العمل العلمي
أطروحة بعنوان «رجال الموطأ والصحيحين الذين ضعفهم النسائي في كتاب الضعفاء والمتروكين: جمعا ودراسة»

### ترجمة (العربية-الإندونيسية)
- Perbuatan Maksiat Penyebab Kerusakan Rumah Tangga (العنوان الأصلي: المعاصي تؤدي إلى الفقر وخراب البيوت)، المؤلف: مجدي فتحي السيد. مكتبة الكوثر، جاكرتا، مارس 2008.
- 55 Nasihat Perkawinan Untuk Perempuan، (العنوان الأصلي: 55 نصيحة للبنات قبل الزواج، المؤلف: د. إكرام طلعت، دار الطائف، القاهرة. تم نشره بواسطة Cendikia Sentra Muslim-Jakarta Publisher ، أبريل 2004.
- 101 Kisah Orang-Orang Yang Dikabulkan Doanya (العنوان الأصلي: 101 قصة وقصة للذين استجاب الله لهم الدعاء، مجدي فتحي السيد. نشرتها Pustaka عزام - جاكرتا، ديسمبر 2004.
- 30 Orang Dijamin Masuk Surga (العنوان الأصلي:30 مبشرون بالجنة)، د. مصطفى مراد، دار الفجر للتراث، القاهرة. نشرته سينديكيا سنترا مسلم جاكرتا، يوليو 2004.
- 15 Sebab Dicabutnya Berkah (العنوان الأصلي: 15 سبب من أسباب نزع البركة)، المؤلف: أبو الحمد عبد الفضيل، دار الروضة، القاهرة. نشرته سينديكيا سنترا مسلم جاكرتا، أغسطس 2004
- Indahnya Seks Setelah Menikah (العنوان الأصلي: شهر العسل بلا خجل)، د. أيمن الحسيني، نشرته دار النشر التقدمي، جاكرتا، سبتمبر 2004.
- Beberapa Kekeliruan Memahami Pernikahan (العنوان الأصلي: أخطاء في مفهوم الزواج، محمد بن إبراهيم الحمد، نشرته دار نشر مكتبة التقدمية - جاكرتا، سبتمبر 2004.
- Sejarah Agama Yahudi (العنوان الأصلي: تاريخ الديانة اليهودية)، التي نشرتها مكتبة الكوثر، جاكرتا، ديسمبر 2009.

## كتاب العمل
كتب الأستاذ عبد الصمد العديد من الكتب التي أصبحت أكثر الكتب مبيعًا في الأمة الإسلامية، بما في ذلك:
- 37 مشكلة شائعة [6]
- 99 سؤال حول الصلاة [7]
- 33 أسئلة وأجوبة حول الأضحية.[8]

## جدال
في مقطع فيديو في أكتوبر 2017 تم تحميله على قناة Fodamara TV على YouTube، أثار الأستاذ عبد الصمد جدلاً قائلًا إن المسلمين الذين يتسوقون أو يشترون في مقاهي ستاربكس سيذهبون إلى الجحيم بسبب سياسات الشركة المؤيدة للمثليين. لقد ظهر الفيديو في مارس 2018 مع العديد من المواطنين الذين سخروا من الأستاد لكونه منافقًا، نظرًا لأن العديد من المنصات التي استخدمها الأستاذ عبد الصمد لنشر رسالته مثل YouTube و Facebook و Twitter لديها سياسة مؤيدة للمثليين ومزدوجي الميل الجنسي ومغايري الهوية الجنسانية (LGBT) مماثلة لسياسة ستاربكس.